# تشارلز إم. غودمان
تشارلز إم. غودمان (بالإنجليزية: Charles M. Goodman)‏ هو مهندس معماري أمريكي، ولد في 1906 في نيويورك في الولايات المتحدة، وتوفي في 1992 في الإسكندرية في الولايات المتحدة.

## معرض صور

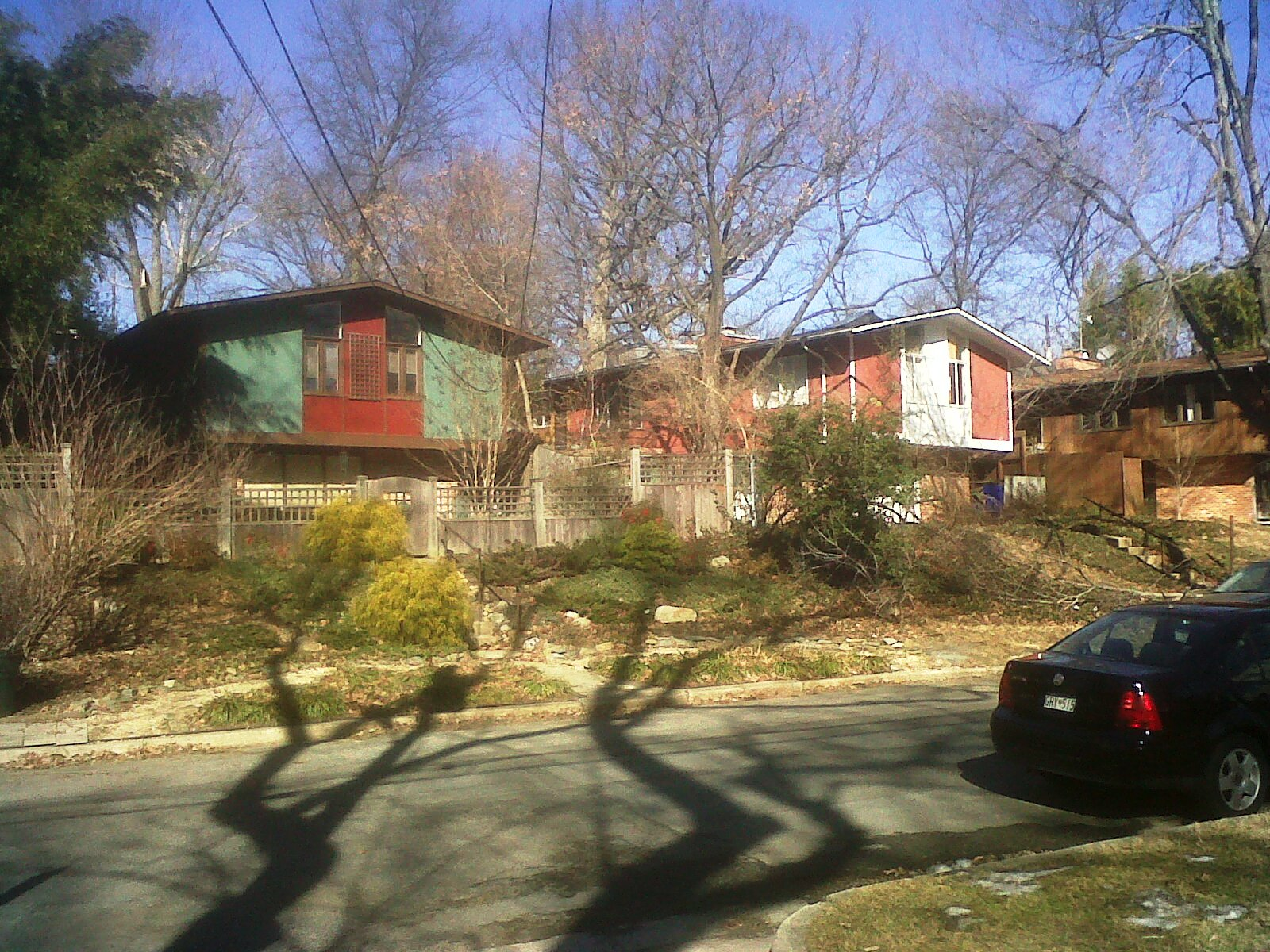
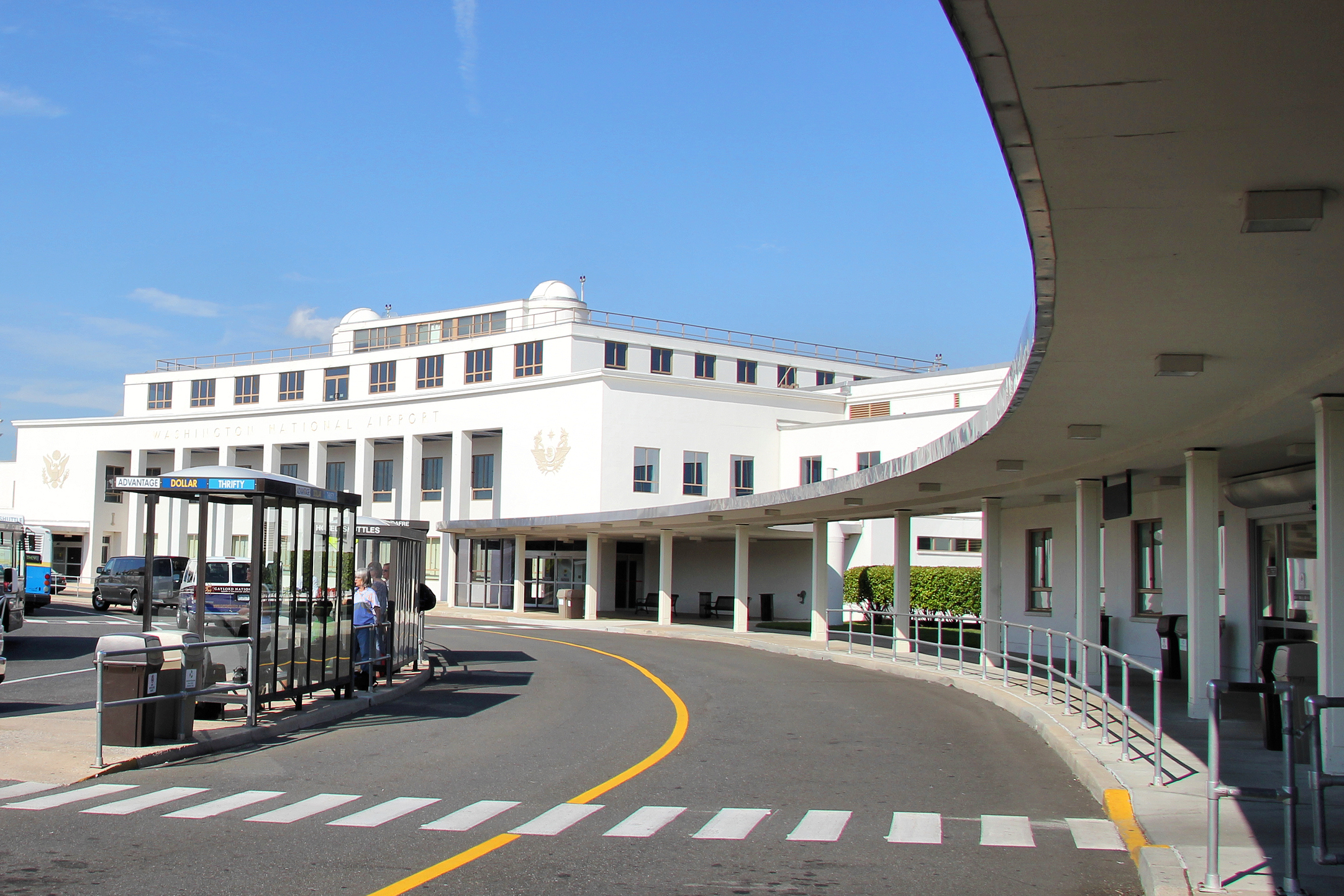
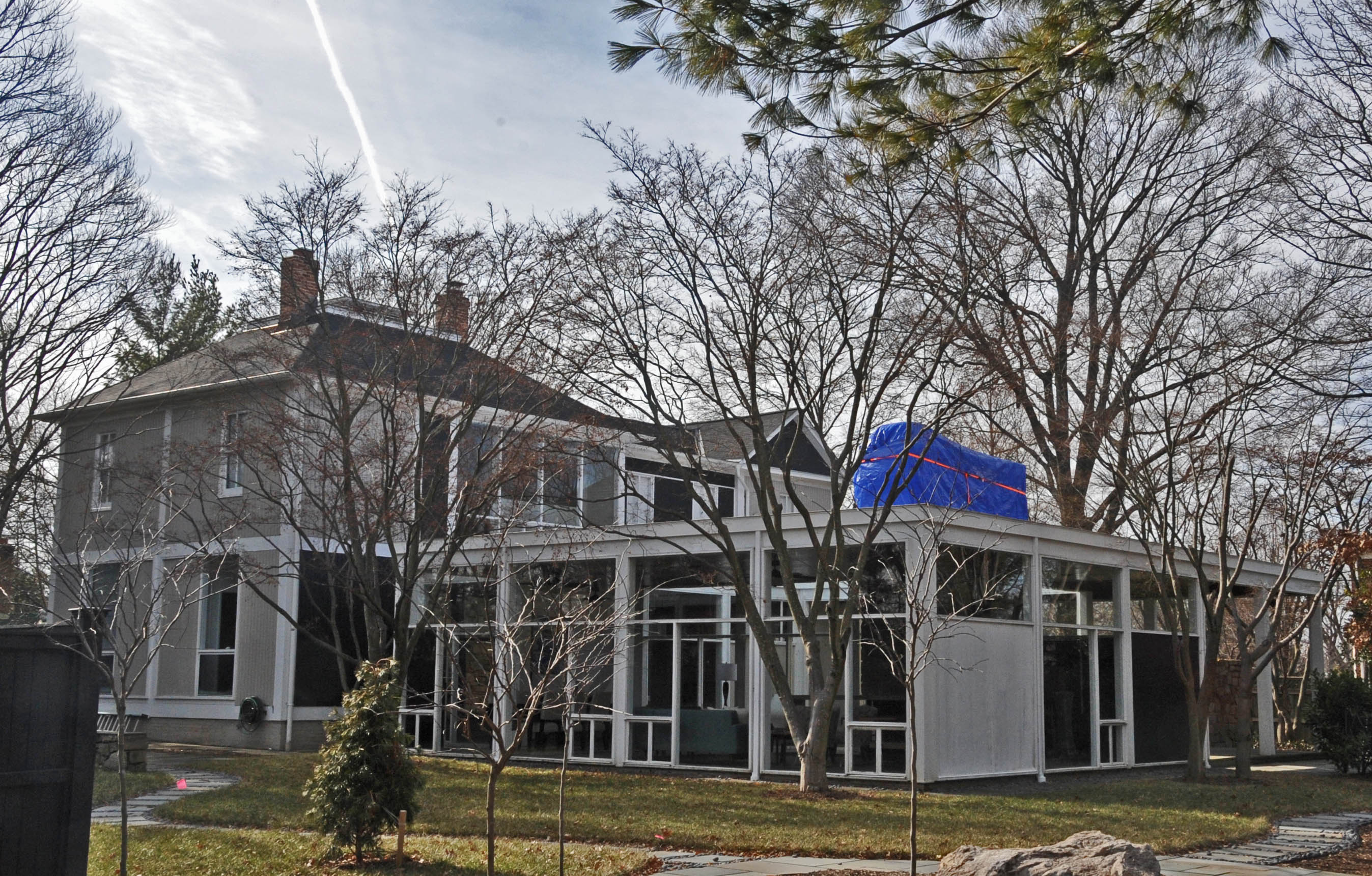